# 情熱 (徳永英明の曲)
「情熱」（じょうねつ）は1997年7月16日に発売された德永英明24枚目のシングル。

## 解説
前作「誓い」から半年ぶりとなったシングル。
2月発売のアルバム『bless』よりシングルカットされた。
ジャケット写真はライブ時に撮影されたものを使用している。

## 収録曲
作詞・作曲：德永英明　編曲：国吉良一
1. 情熱
2. 真夏のLady
3. 情熱（NO VOCAL EDITION）